# Чорне Озеро (Звениговський район)
Чо́рне Озеро (рос. Чёрное Озеро, марій. Черное Озеро) — селище у складі Звениговського району Марій Ел, Росія. Адміністративний центр Чорноозерського сільського поселення.

## Населення
Населення — 193 особи (2010; 211 у 2002).
Національний склад (станом на 2002 рік):
- росіяни — 49 %
- марі — 36 %